# Ozerkí (Leningrad)
|  | Per a altres significats, vegeu «Ozerkí». |

Ozerkí (en rus: Озерки) és un poble (possiólok) de l'óblast de Leningrad, a Rússia, que el 2017 tenia 11 habitants, pertany al districte de Víborgski. Fins al 1948 la vila es deia Pàtriki.